# Seri (språk)
Seri, eller cmiique iitom, är ett isolatspråk som talas delstaten Sonora, i norra Mexiko. Enligt Mexikos folkräkning 2010 talades språket av 764. Största delen av talarna använder mestadels seri men kan också spanska. Attityderna till språket är positiva men seri anses vara hotat..
Språket talas av seri-folket som själv använder namnet cmiique iitom som betyder ungefär "vad som en seri talar med". Ursprunget för namnet seri är därmed okänt men antas vara en exonym..
Språket skrivs med latinska alfabetet.

## Fonologi

### Vokaler
|        | Främre | Bakre |
| ------ | ------ | ----- |
| Sluten | i      | o     |
| Öppen  | ɛ      | ɑ     |

Källa:

### Konsonanter
|             |              | Bilabial | Alveolar | Palatal | Velar | Velar        | Uvular | Uvular | Glottal |
| ----------- | ------------ | -------- | -------- | ------- | ----- | ------------ | ------ | ------ | ------- |
| Norm.       | Labialiserad | Bilabial | Alveolar | Palatal | Norm. | Labialiserad |        |        | Glottal |
| Klusil      | Klusil       | p        | t        |         | k     | kʷ           |        |        | ʔ       |
| Frikativ    | Central      | ɸ        | s        | ʃ       | x     | xʷ           | χ      | χʷ     |         |
| Frikativ    | Lateral      |          | ɬ        |         |       |              |        |        |         |
| Nasal       | Nasal        | m        | n        |         |       |              |        |        |         |
| Lateral     | Lateral      |          | l        |         |       |              |        |        |         |
| Tremulant   | Tremulant    |          | ɾ        |         |       |              |        |        |         |
| Approximant | Approximant  |          |          | j       |       |              |        |        |         |

Källa: